# Copa del Món de Futbol de 1974 - Grup 3
El Grup 3 de la Copa del Món de Futbol 1974, disputada a l'Alemanya Occidental, estava compost per quatre equips, que s'enfrontaren entre ells amb un total de 6 partits. Els dos millors classificats passaren a jugar la segona fase.

## Integrants
El grup 3 està integrat per les seleccions següents:
| Països Baixos | Suècia | Bulgària | Uruguai |
| ------------- | ------ | -------- | ------- |

## Classificació
| Pos | Equip         | PJ | PG | PE | PP | GF | GC | DG | Pts | Classificació           |
| --- | ------------- | -- | -- | -- | -- | -- | -- | -- | --- | ----------------------- |
| 1   | Països Baixos | 3  | 2  | 1  | 0  | 6  | 1  | +5 | 5   | Avança a la segona fase |
| 2   | Suècia        | 3  | 1  | 2  | 0  | 3  | 0  | +3 | 4   | Avança a la segona fase |
| 3   | Bulgària      | 3  | 0  | 2  | 1  | 2  | 5  | −3 | 2   |                         |
| 4   | Uruguai       | 3  | 0  | 1  | 2  | 1  | 6  | −5 | 1   |                         |

## Partits

### Uruguai vs Països Baixos
| Uruguai | 0–2     | Països Baixos |
| ------- | ------- | ------------- |
|         | Informe | Rep 7', 86'   |

### Suècia vs Bulgària
| Suècia | 0–0     | Bulgària |
| ------ | ------- | -------- |
|        | Informe |          |

### Bulgària vs Uruguai
| Bulgària  | 1–1     | Uruguai    |
| --------- | ------- | ---------- |
| Bónev 75' | Informe | Pavoni 87' |

### Països Baixos vs Suècia
| Països Baixos | 0–0     | Suècia |
| ------------- | ------- | ------ |
|               | Informe |        |

### Bulgària vs Països Baixos
| Bulgària        | 1–4     | Països Baixos                                      |
| --------------- | ------- | -------------------------------------------------- |
| Krol 78' (p.p.) | Informe | Neeskens 5' (p.), 44' (p.) · Rep 71' · de Jong 88' |

### Suècia vs Uruguai
| Suècia                          | 3–0     | Uruguai |
| ------------------------------- | ------- | ------- |
| Edström 46', 77' · Sandberg 74' | Informe |         |